# Hure (Gironde)
Pour les articles homonymes, voir Hure.
Hure (Hura en gascon) est une commune du Sud-Ouest de la France, située dans le département de la Gironde (région Nouvelle-Aquitaine).
Ses habitants sont appelés les Hurois.

## Géographie

### Localisation
La commune de Hure se situe sur la rive gauche (sud) de la Garonne, en limite du département de Lot-et-Garonne, à 67 km au sud-est de Bordeaux, chef-lieu du département, à 23 km à l'est de Langon, chef-lieu d'arrondissement, et à 6,5 km au sud-est de La Réole, ancien chef-lieu de canton.

### Communes limitrophes
Les communes limitrophes sont Bourdelles, Noaillac, Fontet et Meilhan-sur-Garonne.
|        | Bourdelles Rive droite de la Garonne |                               |
| Fontet | Hure                                 | Meilhan-sur-Garonne (L. & G.) |
|        | Noaillac                             |                               |

### Hydrographie
La partie nord de la commune est traversée par le canal de Garonne, le bourg se situant juste au sud dudit canal.
Le Lisos affluent de la Garonne sert de frontière naturelle avec la commune de Meilhan-sur-Garonne à l'est jusqu'à la Garonne qui sert aussi de frontière naturelle avec la commune de Bourdelles au nord.

### Climat
Pour des articles plus généraux, voir Climat de la Nouvelle-Aquitaine et Climat de la Gironde.
Historiquement, la commune est exposée à un climat océanique aquitain.  
En 2020, Météo-France publie une typologie des climats de la France métropolitaine dans laquelle la commune est exposée à un climat océanique et est dans la région climatique  Aquitaine, Gascogne, caractérisée par une pluviométrie abondante au printemps, modérée en automne, un faible ensoleillement au printemps, un été chaud (19,5 °C), des vents faibles, des brouillards fréquents en automne et en hiver et des orages fréquents en été (15 à 20 jours).
Pour la période 1971-2000, la température annuelle moyenne est de 13 °C, avec une amplitude thermique annuelle de 14,8 °C. Le cumul annuel moyen de précipitations est de 809 mm, avec 11,3 jours de précipitations en janvier et 6,7 jours en juillet. Pour la période 1991-2020, la température moyenne annuelle observée sur la station météorologique la plus proche, située sur la commune de Saint-Sulpice-de-Pommiers à 17 km à vol d'oiseau, est de 13,8 °C et le cumul annuel moyen de précipitations est de 764,8 mm,. Pour l'avenir, les paramètres climatiques de la commune estimés pour 2050 selon différents scénarios d’émission de gaz à effet de serre sont consultables sur un site dédié publié par Météo-France en novembre 2022.

## Urbanisme

### Typologie
Au 1er janvier 2024, Hure est catégorisée commune rurale à habitat dispersé, selon la nouvelle grille communale de densité à sept niveaux définie par l'Insee en 2022.
Elle est située hors unité urbaine. Par ailleurs la commune fait partie de l'aire d'attraction de La Réole, dont elle est une commune de la couronne,. Cette aire, qui regroupe 20 communes, est catégorisée dans les aires de moins de 50 000 habitants,.

### Occupation des sols

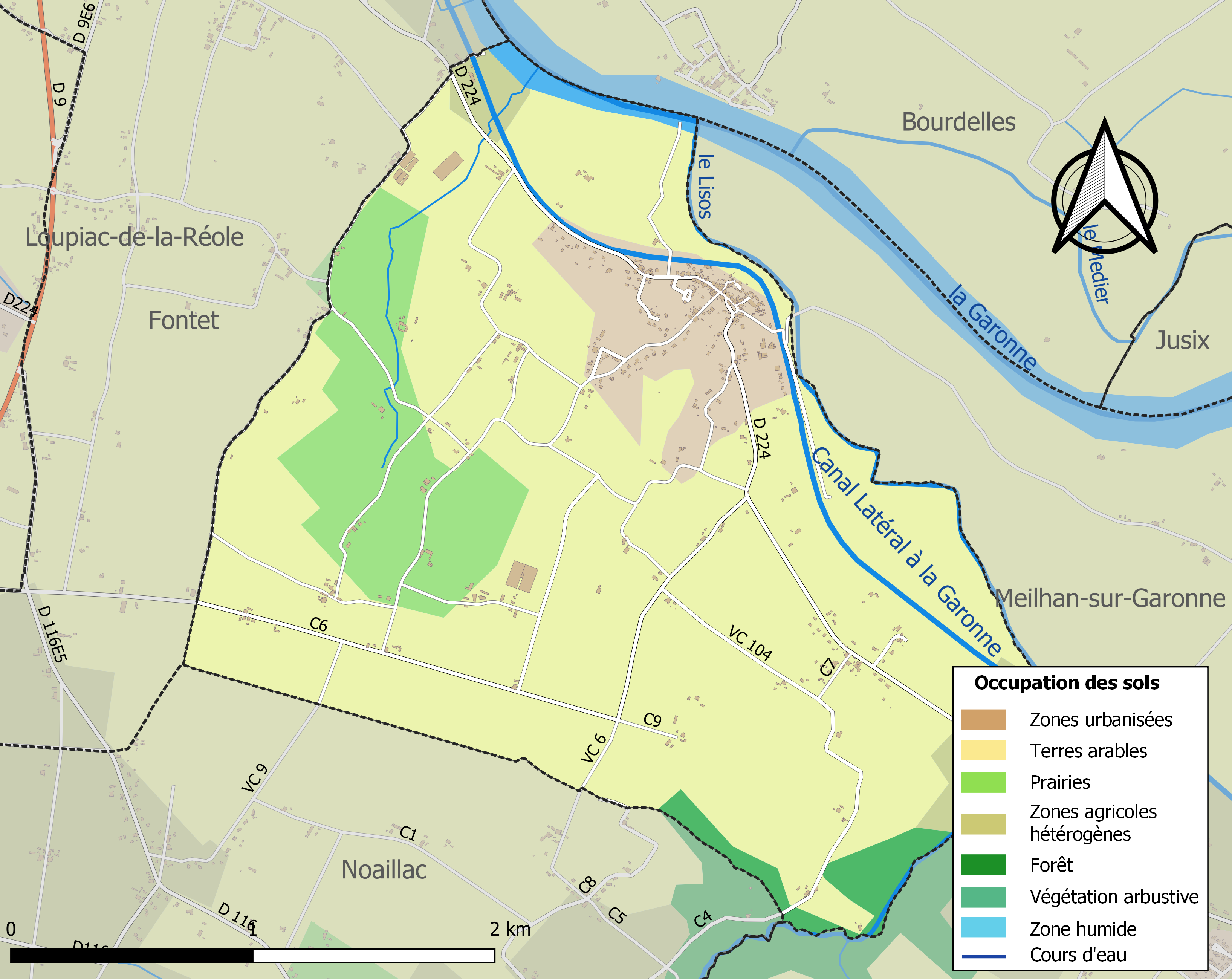
Carte des infrastructures et de l'occupation des sols de la commune en 2018 (CLC).

L'occupation des sols de la commune, telle qu'elle ressort de la base de données européenne d’occupation biophysique des sols Corine Land Cover (CLC), est marquée par l'importance des territoires agricoles (88,9 % en 2018), en diminution par rapport à 1990 (96,8 %). La répartition détaillée en 2018 est la suivante : 
terres arables (73,9 %), prairies (11,5 %), zones urbanisées (8 %), zones agricoles hétérogènes (3,4 %), forêts (2,4 %), eaux continentales (0,8 %). L'évolution de l’occupation des sols de la commune et de ses infrastructures peut être observée sur les différentes représentations cartographiques du territoire : la carte de Cassini (XVIIIe siècle), la carte d'état-major (1820-1866) et les cartes ou photos aériennes de l'IGN pour la période actuelle (1950 à aujourd'hui).

### Voies de communication et transports
Le bourg est traversé par la route départementale D224 qui conduit, vers l'ouest, à Fontet où passe la route départementale D9 (La Réole - Bazas) et au-delà à Langon ; vers l'est, elle mène à Meilhan-sur-Garonne.

L'accès à l'autoroute A62 (Bordeaux-Toulouse) se fait par la D9, à 7 km du bourg vers le sud-ouest, à la sortie  4 La Réole.

L'accès  Bazas à l'autoroute A65 (Langon-Pau) se situe à 28 km vers le sud-ouest.
La gare SNCF la plus proche est celle, distante de 6 km par la route vers le nord-ouest, de La Réole, sur la ligne Bordeaux - Sète du TER Nouvelle-Aquitaine.

### Risques majeurs
Le territoire de la commune d'Hure est vulnérable à différents aléas naturels : météorologiques (tempête, orage, neige, grand froid, canicule ou sécheresse), inondations et séisme (sismicité très faible). Il est également exposé à un risque technologique, la rupture d'un barrage. Un site publié par le BRGM permet d'évaluer simplement et rapidement les risques d'un bien localisé soit par son adresse soit par le numéro de sa parcelle.

#### Risques naturels
Certaines parties du territoire communal sont susceptibles d’être affectées par le risque d’inondation par débordement de cours d'eau, notamment la Garonne, le canal Latéral à la Garonne et le Lisos. La commune a été reconnue en état de catastrophe naturelle au titre des dommages causés par les inondations et coulées de boue survenues en 1982, 1999, 2009 et 2021,.

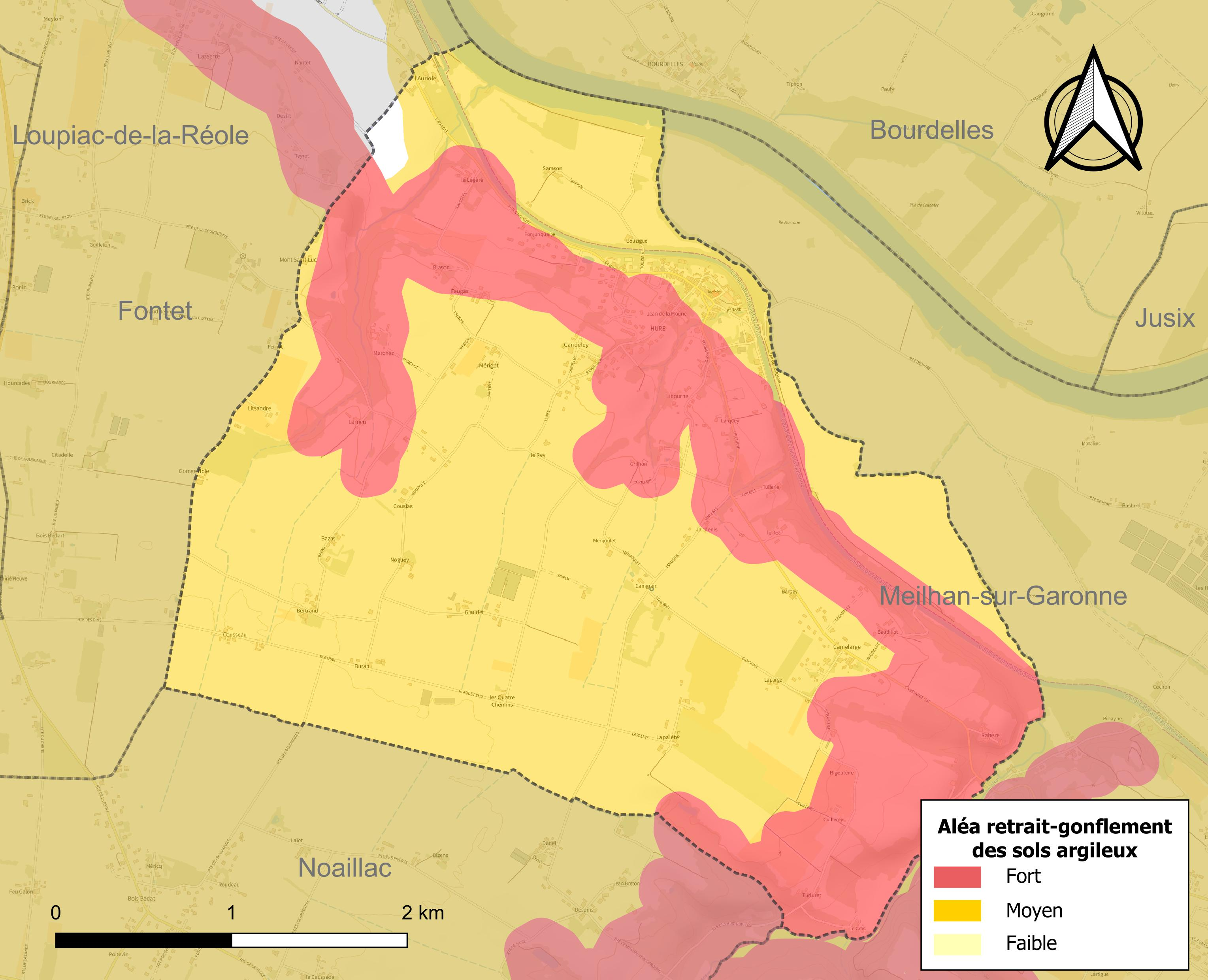
Carte des zones d'aléa retrait-gonflement des sols argileux d'Hure.

Le retrait-gonflement des sols argileux est susceptible d'engendrer des dommages importants aux bâtiments en cas d’alternance de périodes de sécheresse et de pluie. 99,5 % de la superficie communale est en aléa moyen ou fort (67,4 % au niveau départemental et 48,5 % au niveau national). Sur les 282 bâtiments dénombrés sur la commune en 2019, 282 sont en aléa moyen ou fort, soit 100 %, à comparer aux 84 % au niveau départemental et 54 % au niveau national. Une cartographie de l'exposition du territoire national au retrait gonflement des sols argileux est disponible sur le site du BRGM,.
Par ailleurs, afin de mieux appréhender le risque d’affaissement de terrain, l'inventaire national des cavités souterraines permet de localiser celles situées sur la commune.
Concernant les mouvements de terrains, la commune a été reconnue en état de catastrophe naturelle au titre des dommages causés par la sécheresse en 2005 et par des mouvements de terrain en 1999.

#### Risques technologiques
La commune est en outre située en aval du  barrage de Grandval, un ouvrage sur la Truyère de classe A soumis à PPI et disposant d'une retenue de 270,6 millions de mètres cubes. À ce titre elle est susceptible d’être touchée par l’onde de submersion consécutive à la rupture de cet ouvrage.

## Toponymie
Les formes anciennes sont les suivantes : Huira (ad ~), en latin, en 1026-1030, Duire, en 1307-1317 [probablement en occitan], Ura (Vitalis de La ~), en 1345, en occitan. La prononciation dans la langue d'origine est ['yrə]. Hure est un des candidats à l'identification avec la station romaine de la voie Bordeaux-Agen, Ussubium. On a découvert, certes, des vestiges archéologiques d'époque romaine, mais il n'y a pas de certitude et en tout cas le nom ne peut être le résultat de Ussubium. Hure est peut-être  un hydronyme, comme la Fure (affluent de l'Isère) ou le Furens (affluent de la Loire), ou comme la Hure, affluent du Ciron, qui passe plus à l'ouest. Une autre possibilité est una villa gallo-romaine possédée par Furius (nom latin) : *Furia (villa). Notons toutefois que les attestations ne permettent pas d'assurer que le nom est en H- (héritier gascon de F-), bien au contraire : ce H- initial n'est plus articulé dans cette partie périphérique du gascon, mais il l'était au XIVe siècle et justement il est absent des attestations de cette époque. Et ajoutons, pour la forme latine du XIe siècle, que le h gascon issu de f est plus souvent graphié f, par cultisme, que h. Tout au plus peut-on imaginer que ce H- initial représente une aspiration plus ou moins furtive dont le rôle serait antihiatique, après une voyelle comme la préposition a : Vau a Ure/Ura (Je vais à Hure).
Le -u- intérieur peut être l'héritier d'autre chose que d'un -u- dans l'étymon. En Bazadais et en Bordelais, la diphtongaison de ŏ (o bref latin) conditionnée par un yod peut aboutir à u [y] : par exemple, podium > [pwújżo] > puèg > pug. La Garonne a dû passer en bas du village à moment donné, dans une dépression mise à profit aujourd'hui par le Lisos et plus ou moins par le canal latéral, ce qui aurait donné un sens à hōrĭæ, « barques de pêcheurs »; mais à cause d'un o long latin, ce mot ne convient pas; cette solution aurait justifié un H- étymologique, non prononcé, arbitraire, présent dans l'attestation de 1026-1030, et qui ne viendrait pas de F-, donc qui pourrait être absent des autres attestations. Au contraire, fŏrīs, « hors, dehors », ou fŏrĭs, « porte », sont des possibilités, mais il faudrait accepter une initiale F- > H-. Cependant, le nom n'a pas forcément une origine latine.
Sans parler de Hure, Xavier Delamarre, spécialiste du gaulois, présente un oruion (avec -u- consonantique, futur -v-), qu'il explique ainsi : oruo- est un théonyme (nom de dieu); oruion serait la pointe, la péninsule, le promontoire du dieu *Orvios;  les promontoires sont le domaine d'un dieu. Dans son explication, il est malaisé de savoir où est le nom du dieu et où est l'idée de pointe, mais c'est que le nom du dieu se confond avec la notion. Comme (H)ure est un promontoire, en faire l'héritier de oruion n'est pas irréaliste e la séquence serait : *oruion > *orion (étape décisive, mais problématique) >*oiro > *ueir (diphtongaison conditionnée par -yod- et amuïssement de la finale atone) > *uir (réduction bordelaise de la diphtongue -ue-) > *ur. Cependant le passage de terminaisons -orium à -uir n'est connu que dans l'ouest de la Gironde, la forme bazadaise était -eir. Pour la finale -a en gascon, elle est absente de la seconde attestation et à l'époque de la troisième et peut-être de la première, la distinction -a/-e final était conventionnelle en gascon occidental (la prononciation conflue en [-ə]); de plus, les cas ne manquent pas où à un nom de lieu on a ajouté une finale -a, avec villa sous-entendu. Il peut donc y avoir un -e de soutien facilitant l'articulation du -r en finale, plutôt qu'un -a étymologique. Il reste que ce n'est qu'une hypothèse, qui n'explique notamment pas l'article de l'attestation de 1345.

## Histoire
En 1764, l'abbé Expilly présente le village ainsi :
« Hures, dans le Bazadois en Guyenne, diocèse de Bazas, parlement & intendance de Bordeaux, élection de Condom, jurisdiction de la Réole. On y compte 107 feux. Cette paroisse est à quelque distance de la Garonne. »
À la Révolution, la paroisse Saint-Martin d'Hure forme la commune d'Hure.

## Politique et administration
| Période                                  | Période  | Identité      | Étiquette | Qualité       |
| ---------------------------------------- | -------- | ------------- | --------- | ------------- |
| mars 2008                                | mai 2020 | Chantal Picon |           | Fonctionnaire |
| mai 2020                                 | En cours | Mylène Morin  |           |               |
| Les données manquantes sont à compléter. |          |               |           |               |

### Communauté de communes
Le 1er janvier 2014, la Communauté de communes du Réolais ayant été supprimée, la commune de Hure s'est retrouvée intégrée à la Communauté de communes du Réolais en Sud Gironde siégeant à La Réole.

## Démographie
L'évolution du nombre d'habitants est connue à travers les recensements de la population effectués dans la commune depuis 1793. Pour les communes de moins de 10 000 habitants, une enquête de recensement portant sur toute la population est réalisée tous les cinq ans, les populations de référence des années intermédiaires étant quant à elles estimées par interpolation ou extrapolation. Pour la commune, le premier recensement exhaustif entrant dans le cadre du nouveau dispositif a été réalisé en 2005.

En 2022, la commune comptait 565 habitants, en évolution de +9,92 % par rapport à 2016 (Gironde : +6,91 %, France hors Mayotte : +2,11 %).
| 1793 | 1800 | 1806 | 1821 | 1831 | 1836 | 1841 | 1846 | 1851 |
| ---- | ---- | ---- | ---- | ---- | ---- | ---- | ---- | ---- |
| 915  | 604  | 717  | 814  | 766  | 783  | 849  | 705  | 760  |

| 1856 | 1861 | 1866 | 1872 | 1876 | 1881 | 1886 | 1891 | 1896 |
| ---- | ---- | ---- | ---- | ---- | ---- | ---- | ---- | ---- |
| 765  | 792  | 738  | 719  | 768  | 758  | 729  | 727  | 666  |

| 1901 | 1906 | 1911 | 1921 | 1926 | 1931 | 1936 | 1946 | 1954 |
| ---- | ---- | ---- | ---- | ---- | ---- | ---- | ---- | ---- |
| 687  | 673  | 677  | 608  | 614  | 609  | 632  | 565  | 583  |

| 1962 | 1968 | 1975 | 1982 | 1990 | 1999 | 2005 | 2006 | 2010 |
| ---- | ---- | ---- | ---- | ---- | ---- | ---- | ---- | ---- |
| 591  | 528  | 508  | 435  | 438  | 439  | 482  | 476  | 497  |

| 2015 | 2020 | 2022 | - | - | - | - | - | - |
| ---- | ---- | ---- | - | - | - | - | - | - |
| 507  | 557  | 565  | - | - | - | - | - | - |

## Culture locale et patrimoine

### Lieux et monuments
- Église Saint-Martin d'Hure.
- Une mosaïque de dimensions 5,50 m sur 3,50 m et datant de l'époque gallo-romaine a été découverte sous une place publique à environ 1,70 m du niveau du sol. Elle a fait l'objet d'un classement à l'inventaire des monuments historiques en 1913[34] et a été déplacée, pour exposition, sous un préau dans la cour de l'école communale.

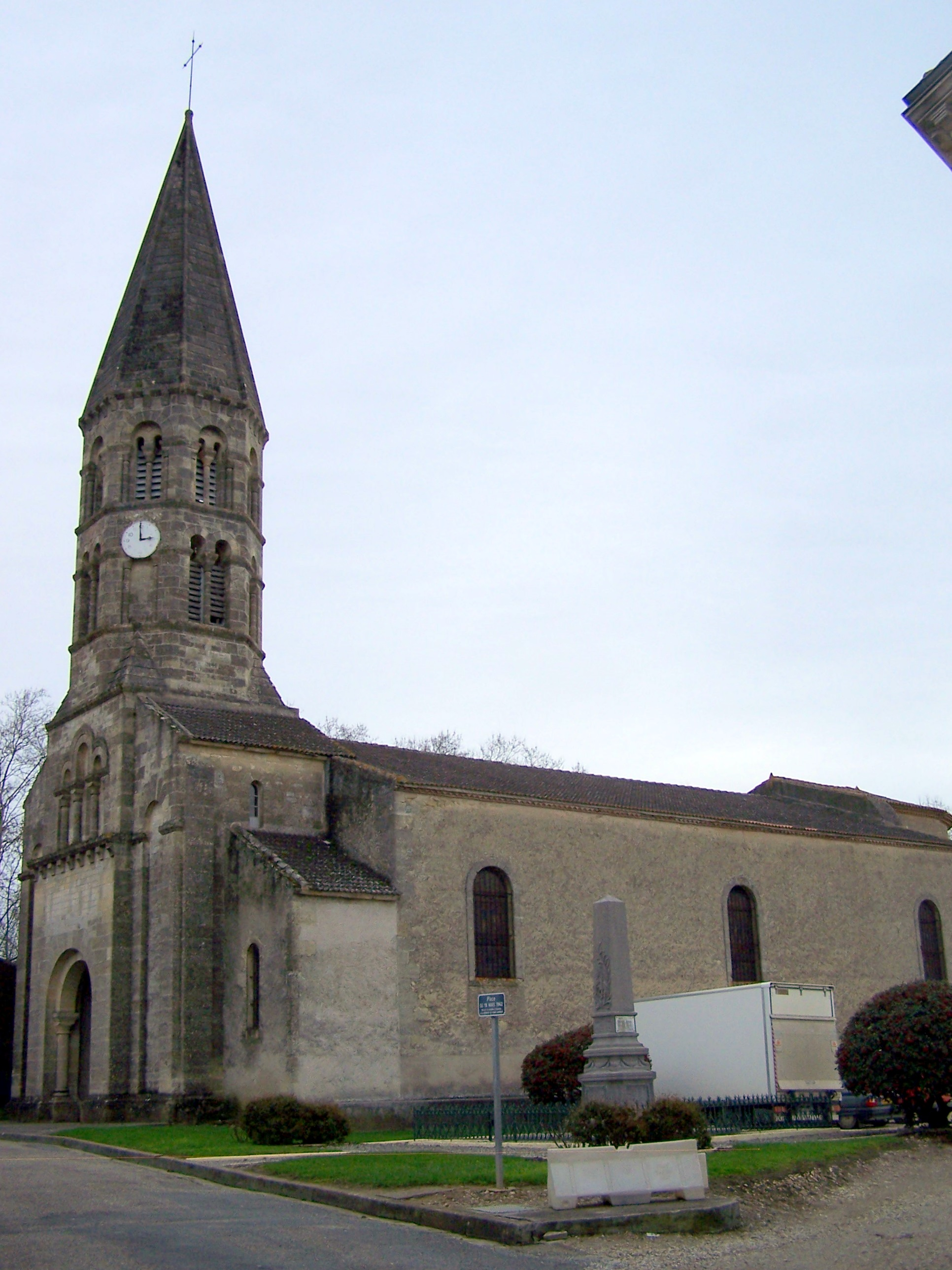
L'église Saint-Martin (déc. 2009).
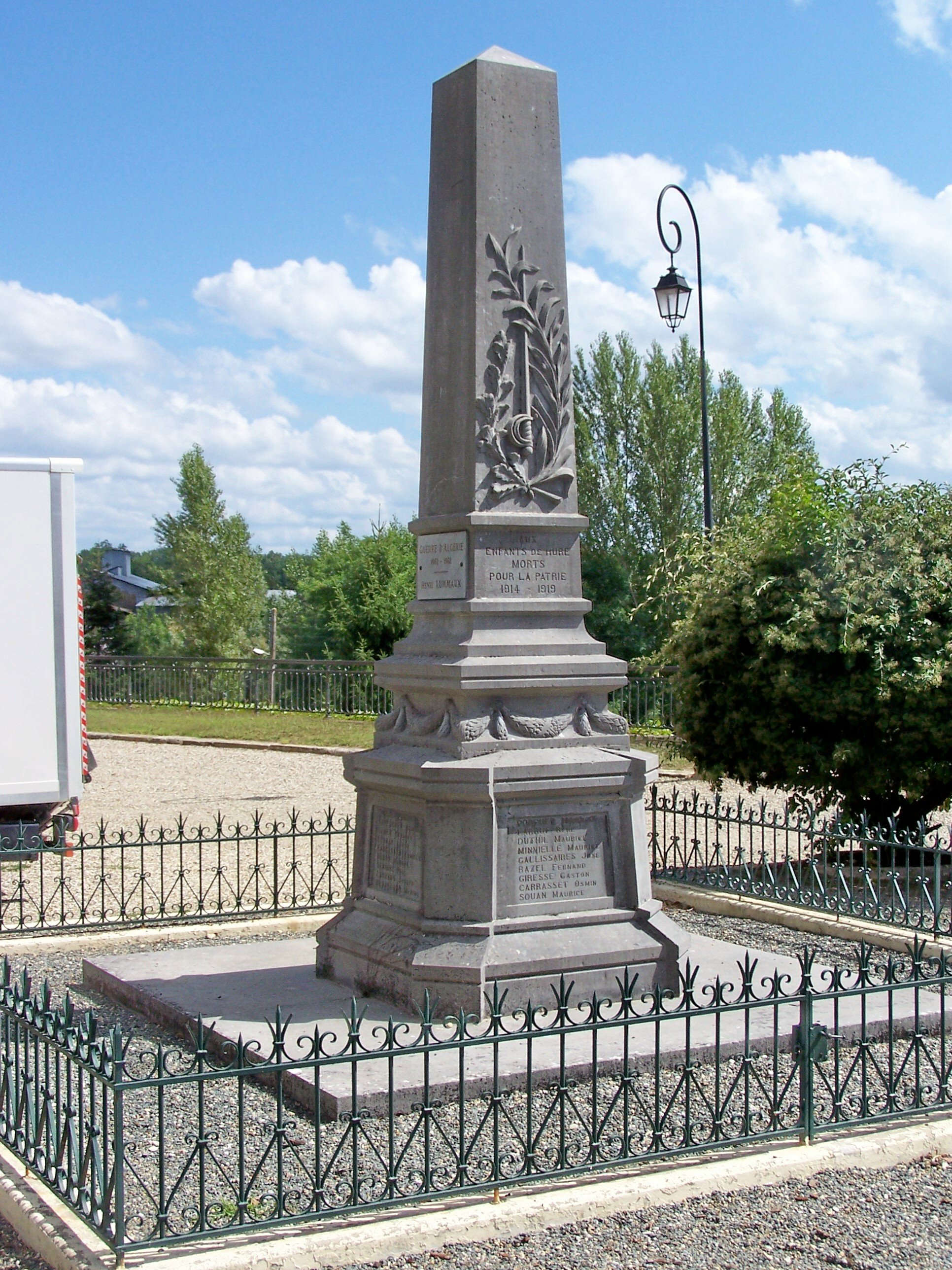
Le monument aux morts près de l'église (déc. 2009).